# Scoglio Magee
Lo scoglio Magee (in inglese Magee Rock) è un piccolo scoglio antartico facente parte dell'arcipelago Windmill.
Localizzato ad una latitudine di 66° 12' sud e ad una longitudine di 110°36' est a meno di mezzo chilometro dall'isola Cameron è stato mappato per la prima volta mediante ricognizione aerea durante l'operazione Highjump e l'operazione Windmill, negli anni 1947-1948. È stato intitolato dalla US-ACAN ad un membro del team della stazione Wilkes del 1957